# Robert Koren
Robert Koren, né le 20 septembre 1980 à Radlje ob Dravi en Yougoslavie (auj. en Slovénie), est un footballeur international slovène évoluant au poste de milieu de terrain.

## Biographie
Convoqué pour disputer la Coupe du monde 2010, il marque le premier but des slovènes dans la compétition lors du match face à l'Algérie. Ce but sera l'unique but de la rencontre. Le 23 mai 2014 il est libéré par Hull City. 

## Parcours en club
- 1996–2001 : NK Dravograd -  Slovénie
- 2001-jan. 2004 : NK Publikum Celje -  Slovénie
- jan. 2004-jan. 2007 : Lillestrøm SK -  Norvège
- jan. 2007-2010 : West Bromwich Albion -  Angleterre
- 2010-mai 2014 : Hull City -  Angleterre